# Monor–Irsai-dombság
A Monor–Irsai-dombság a Tápió-mente nyugati része az Cserhát legdélebbi, félszigetszerű nyúlványa. Önálló kistáj, amelyet 2010-ben különítettek el a Gödöllői-dombságtól. A két kistájat az Alsó-Tápió völgye választja el egymástól.

## Jellemzői
Területe Sülysáp–Mende vonalától húzódik egészen Ceglédbercelig. Mai arculatát a hol meredek, hol laposabb lejtőkkel határolt löszvölgyek és a köztük lévő terjedelmes löszhátak határozzák meg. Legmagasabb pontja – ami egyben a Tápióság legmagasabb helye is – a Mende határában emelkedő 239 méter magas Zsellér-hegy. Völgyeinek többsége a terület általános lejtésének megfelelően északnyugat-délkeleti irányú (például Úri-patak völgye, Farkasdpusztai-völgy), azonban középső részén erre merőlegesen futó, mélyebb völgyeket is láthatunk (például a Gombai-patak völgyének középső része, kávai Hosszú-völgy). Ezek kialakulásában döntő szerepet játszott az az északkelet-délnyugati irányú törésvonal, amely Monor–Gomba–Jászberény irányában halad. Ezt bizonyítja az is, hogy Gomba község a múlt század elején több erősebb földrengés esetében is epicentrális helyzetben volt. A löszvölgyek különleges típusát alkotják azok a rövid, ám szűk és igen mély löszszurdokok, amelyek előkerültek Felsőfarkasd közelében. Sok helyen láthatunk szép löszfalakat, melyek közül kiemelkedik a gombai Várheggyel szemben lévő, 20 méternél is magasabb feltárás. Itt gyönyörűen tanulmányozhatók a kainozoikumi eljegesedés maitól lényegesen eltérő éghajlati viszonyai közepette kialakult fosszilis talajok. A Monor–Irsai-dombság a hazai természetföldrajzi kutatásokban kiemelkedő szerepet játszott. A magyarországi löszök osztályozását Pécsi Márton földrajzkutató részben a Sülysáp és Mende határában elhelyezkedő löszfeltárások alapján végezte el az 1960-as években.